# Тітія де Ланге
Тітія де Ланге  (нід. Titia de Lange; нар. 11 листопада 1955, Роттердам, Нідерланди) — голландська вчена, праці в основному присвячені клітинній біології, популярність принесли дослідження генів та теломерів. Іменний професор (Leon Hess Professor) і завідувачка лабораторії клітинної біології та генетики Рокфеллерівського університету.
Ступінь доктора філософії з біохімії здобула в 1985 році — в Амстердамському університеті та Нідерландському інституті раку.. 1985 — 1990 роки Фелл-постдок у Каліфорнійському університеті в Сан-Франциско в лабораторії Нобелівського лауреата Гаролда Вармуса. З 1990 року викладає у Рокфеллерівському університеті, де нині також дослідний професор Американського товариства онкології і директор університетського центру досліджень раку імені Андерсона.. Член редколегії Genes & Development.

## Нагороди та визнання
- Член Національної медичної академії США
- 2000: член-кореспондент Королівської академії наук і мистецтв Нідерландів[4]
- 2001: Премія Пола Маркса за дослідження раку[en]
- 2001: член EMBO
- 2003: Почесний доктор Утрехтського університету
- 2004: AACR-Women in Cancer Research Charlotte Friend Memorial Lectureship
- 2005: Піонерська премія Національного інституту охорони здоров'я[en]
- 2006: іноземний член Національної академії наук США[5].
- 2007: член Американської академії мистецтв і наук[6].
- 2007: член Американської асоціації сприяння розвитку науки
- 2010: Лекція Гарві[en]
- 2010: AACR G.H.A. Clowes Memorial Award
- 2011: Премія Вільчека[en][7]
- 2011: Премія Вандербільта[8]
- 2012: премія Гейнекена[en][9]
- 2013: Премія за прорив у науках про життя)[10]
- 2014: Міжнародна премія Гайрднера[11]
- 2015: Почесний доктор Чиказького університету
- 2017: Премія Розенстіла[en]